# Theodor Baillet von Latour
Theodor Baillet greve von Latour (født 15. juni 1780 i Linz, død 6. oktober 1848 i Wien) var en østrigsk felttøjmester og krigsminister.
Han var søn af Maximilian Baillet von Latour og deltog i felttogene 1799-1815 og udmærkede sig særlig ved Leipzig og Dresden. Som felttøjmester overtog han i marts 1848 posten som krigsminister, i hvilken stilling han viste megen dygtighed og væsentlig bidrog til det lykkelige udfald af Radetzkys felttog. Trods dette blev han mishandlet og dræbt af pøbelen under Wiener Oktoberrevolutionen ved stormen på Krigsministeriets bygning.

## Literatur
- 16: 18 i Allgemeine Deutsche Biographie (ADB) (ses på  tysk Wikisource) (tysk)
- H. Haas: Baillet de Latour, Theodor Graf, i: Biographisches Lexikon zur Geschichte Südosteuropas. Bind. 1. München 1974, s. 122 f. (tysk)
- Helmut Neuhaus: Latour, Theodor Graf Baillet de. I: Neue Deutsche Biographie (NDB). Bind 13, Duncker & Humblot, Berlin 1982, ISBN 3-428-00194-X, Side 683 f. (Digitalisering).
 (tysk)
- Peter Enne: Ein Dokument der Todesangst – Latours Rücktrittsangebot vom 6. Oktober 1848, i: Viribus Unitis, Wien 2011, s. 92–99, ISBN 978-3-902551-19-1 (tysk)